# 한일병원
한일병원(韓一病院, Hanil General Hospital)은 서울특별시 도봉구,강북구 지역에서 가장 큰 종합병원이다. 서울특별시 도봉구 우이천로 308 (쌍문동)에 위치하고 있으며, 한국전력공사의 출연으로 2000년 설립된 비영리 의료법인 한전의료재단이 운영하는 병원이다.
2024년 현재, 23개 진료과, 381 병상 규모의 병실(간호간병통합서비스병동 포함), 96명의 전문의, 869명의 의료인력을 갖추고 있으며,
전문진료센터로는 응급의료센터, 중재시술센터, 화상진료센터, 소화기센터, 척추센터, 재활치료센터 등이 있다.
한일병원 이용 환자 수는 매년 45∼50만명이며, 특히 응급의료센터를 통해 유입되는 환자들이 증가하여, 도봉,강북구 지역의 중증치료를 요하는 환자들에 대해 24시간 365일 최종치료를 제공하는 의료기관으로서 평가받고 있다.

## 연혁
- 1945년 1월 경전병원으로 발족(입원환자 취급)
- 1962년 12월 한일병원으로 개칭
- 1974년 8월 종합병원으로 인가
- 1980년 5월 고리분원 개원(경상남도 양산군 나아면 고리)
- 2000년 1월 의료법인 한전의료재단 한전병원 발족
- 2000년 7월 지역응급의료센터 지정
- 2012년 9월 한전병원으로 명칭 변경[4]
- 2016년 3월 한일병원으로 명칭 환원
- 2016년 3월 응급의료기관평가 '최우수' (14년 연속, 보건복지부 발표)
- 2016년 4월 2년연속 대장암 적정성 평가 1등급 획득 (건강보험심사평가원 발표)
- 2016년 6월 보건복지부 의료기관 인증 획득
- 2016년 9월 간호ㆍ간병 통합서비스 병동 개소
- 2017년 4월 입원병동 및 외래공간 전면 리모델링 준공
- 2017년 5월 3년연속 대장암 적정성 평가 1등급 획득(건강보험심사평가원 발표)
- 2017년 8월 진단검사의학과 우수검사실 인증 획득
- 2017년 9월 간호ㆍ간병 통합서비스 병동 추가 확대 운영 (40병상->70병상)
- 2018년 3월 기획재정부 주관 고객만족도 A등급 획득 (2017년 기획재정부 주관)
- 2018년 5월 급성기 뇌졸중 평가 1등급 획득 (7회 연속) / 대장암 적정성 평가 1등급 획득 (4년 연속, 건강보험심사평가원 발표)
- 2018년 6월 적정진료를 위한 신포괄수가제 시범사업 시행(건강보험공단 주관)
- 2018년11월 국가기후변화대응 건강분야 보건복지부 장관상 수상
- 2018년11월 급성 심장 정지 조사 보건복지부 장관상 수상
- 2019년 3월 기획재정부 주관 고객만족도 A등급 획득 (2018 기획재정부 주관)
- 2019년 5월 폐렴 적정성평가 1등급, 위암 적정성평가 1등급 획득 (심평원 발표)
- 2019년 6월 수술예방적 항생제 적정성 평가 1등급, 유소아 급성중이염 항생제 적정성 평가 1등급 획득
- 2019년12월 퇴원손상 심층조사 최우수 의료기관 선정 보건복지부 장관상 수상
- 2020년 3월 보건복지부, 국민안심 병원 지정 (보건복지부, 대한병원협회)
- 2020년 6월 만성 폐쇄성 폐질환/ 천식 / 마취 / 급성기 뇌졸중 적정성 평가 1등급 획득 (심평원 발표)
- 2020년 7월 약제급여(급성 상기도감염) 적정성 평가 1등급 획득
- 2020년11월 보건복지부 3주기 의료기관 인증 획득
- 2020년12월 감염병 전담병원 지정 (보건복지부, 서울시)
- 2021년 1월 호흡기 전담클리닉 개설
- 2021년 1월 코로나19 감염병전담병원 운영 (100병상, 보건복지부, 서울시)
- 2021년 4월 천식 / 만성폐쇄성폐질환 적정성 평가 1등급 획득 (심평원 발표)
- 2021년 5월 학대아동 전담의료기관 지정 (도봉구청)
- 2021년 7월 폐렴 / 약제급여 적정성 평가 1등급 획득
- 2021년11월 뇌졸중시술 인증기관 선정 (대한뇌혈관내치료의학회)
- 2021년11월 한일병원 병원장(조인수), 서울시 안전상 대상 수상
- 2022년 6월 외래 및 입원 병동 전체 스프링클러 시설 완비
- 2022년 9월 응급의료센터 전면 확장 리모델링 준공
- 2023년 5월 심뇌혈관질환 집중치료 심혈관조영실 개소
- 2023년 12월 순환기센터 개소
- 2023년 12월 간호ㆍ간병 통합서비스 병동 추가 개소 (총 140병상)
- 2024년 1월 제21대 조인수 병원장 재선임

## 조직
- 진료부 [진료지원팀, 보험심사팀, 영양팀, 의료정보팀]
- 진료협력센터 [진료협력팀]
- 소화기센터
- 중재시술센터 [중재시술팀]
- 순환기센터 [심장기능검사팀]
- 화상재활센터
- 응급의료센터
- 건강증진센터 [종합검진팀]
- 직업환경의학센터 [산업보건팀, 기업건강팀]
- QPS센터 [QPS팀]
- 감염관리센터 [감염관리팀]
- 교육연구부 [교육연구팀 (의학도서실)]
- 약제부 [약제팀]
- 간호부 [간호행정팀, 간호교육팀, 병동간호팀, 외래간호팀]

## 같이 보기
- 한전의료재단